# So-chin
Kata So-Chin (czyt. So czin) jest jednym z ćwiczeń formalnych w karate Shotokan, zaliczanym do grupy kata mistrzowskich. Dokładna geneza formy nie jest znana. Prawdopodobnie pochodzi ono z jednego z chińskich klasztorów. Wartą podkreślenia sprawą jest fakt, że przejścia w tym kata są wykonywane m.in. w pozycji So chin. 